# Pamela Adlon
Pamela Adlon (Albany, 9 juli 1966) is een Amerikaanse actrice, stemactrice, screenwriter, producer en regisseuse. Ze was de stem van Bobby Hill in de geanimeerde komedieserie King of the Hill (1997–2010), waar ze een Primetime Emmy Award voor won. 
Adlon is ook bekend om haar rol in Californication (2007–2014) and Louie (2010–2015), waar ze ook schrijver en producer was. Voor haar werk bij Louie verdiende ze vier Primetime Emmy Award-nominaties.
- Biblioteca Nacional de España: XX5189142
- Bibliothèque nationale de France: cb142259214 (data)
- Gemeinsame Normdatei: 1019156716
- International Standard Name Identifier: 0000 0001 1620 8648
- Library of Congress Control Number: no2007104212
- Nationale Bibliotheek van Tsjechië: xx0272444
- Nationale Bibliotheek van Israël: 987012160373905171
- SNAC: w69343k1
- Système universitaire de documentation: 22015080X
- Virtual International Authority File: 36704109
- WorldCat: E39PBJr7Yw9HKxYGF8BCBpP4v3